# Сабини
Сабиняните са италийски племена, сродни с умбрите и оските. Името им се извеждало от това на бога на слънцето Sabus. Били земеделци и скотовъдци, известни със суровите си обичаи и тежки характери. Обитавали Централна Италия между реките Тибър и Аниен, а поселенията им на римските хълмове Квиринал и Есквилин са датирани днес към VIII – VII в. пр.н.е. Сабиняните играли важна роля във възникването и развитието на Рим, представлявайки един от двата основни етнически елемента, участвали в образуването на римската община. Сабинянин е римският цар Тит Таций, който съ-управлявал заедно с Ромул, и Нума Помпилий.